# Чарльз Лейн
Чарльз Вїлліс Лейн (англ. Charles Willis Lane; 25 січня 1869 — 17 жовтня 1945) — американський актор театру та кіно.

## Життєпис
Лейн народився в місті Медісон, штат Іллінойс.
Фільмувався у період з 1914 по 1929 рік. Як і багато інших кіноакторів, котрі народилися до 1900 року, Лейн спочатку виступав на Бродвеї та в інших театрах починаючи з 1890-х роках.
Дві його найвідоміші ролі — доктора Ланніона у «Доктор Джекілл і містер Гайд» (1920) та доктора Анґуса МакФейла в «Седі Томпсон» (1928).

## Вибіркова фільмографія
- 1920 — Неспокійний секс / The Restless Sex — Джон Клеланд
- 1920 — Фірмова жінка / The Branded Woman — Герберт Аверілл
- 1928 — Седі Томпсон / Sadie Thompson — доктор Ангус МакФейл.